# Ingrid Boulting
Ingrid Boulting (n. 1947, Transvaal, Uniunea Africii de Sud) a fost fiica vitregă a regizorului britanic Roy Boulting și nepoata lui John Boulting și Sydney Boulting. A fost balerină și model, înainte de a începe o carieră de actorie. În 1976, Ingrid a jucat în Ultimul magnat (The Last Tycoon), ultimul film regizat de faimosul regizor Elia Kazan, scris de Harold Pinter bazat pe romanul Hollywood-ul lui F. Scott Fitzgerald.

## Model
Boulting a fost chipul iconic al Biba Cosmetics pe afișul din 1968 conceput de Steve Thomas și fotografiat de Sarah Moon pentru magazinul Biba al Barbarei Hulanicki din Londra.

## Filmografie
- 1966 The Great St. Trinian's Train Robbery, regia Sidney Gilliat și Frank Launder
- 1966 Vrăjitoarele (The Witches) (ca Ingrid Brett), regia Cyril Frankel
- 1967 The Jokers (ca Ingrid Brett), regia Michael Winner
- 1968 Inadmissible Evidence (ca Ingrid Brett), regia Anthony Page
- 1968 Bătălia pentru Roma I (Kampf um Rom I), regia Robert Siodmak și Sergiu Nicolaescu (ca Ingrid Brett)
- 1969 Bătălia pentru Roma II (Kampf um Rom II), regia Robert Siodmak[6] (ca Ingrid Brett)
- 1971 Journey to Murder regia John Gibson și Gerry O'Hara
- 1972 Un film sur quelqu'un, regia François Weyergans
- 1976 Ultimul magnat (The Last Tycoon), regia Elia Kazan
- 1985 Deadly Passion, regia Larry Larson
- 2006 Conversations with God, regia  Stephen Deutsch [7]